# Шторм (Marvel Comics)
Шторм, иначе Гроза (англ. Storm), настоящее имя Ороро Монро (англ. Ororo Munroe) — супергероиня-мутант комиксов издательства Marvel Comics. В прошлом — одна из Людей Икс, ныне — правящая королева страны Ваканды после того, как вышла замуж за короля Ваканды Чёрную Пантеру. Разведена. Была создана писателем Леном Уйэном и художником Дэйвом Кокрумом, и впервые она появилась в выпуске Giant-Size X-Men #1 (май 1975), став первой чернокожей супергероиней. Долгое время — с 1975 по 2005 годы — Шторм была одной из основных Людей Икс, часто выступая лидером команды.
Сейчас является частью Тихого совета Кракоа.
Буря (Шторм, Гроза) является одной из наиболее популярных Людей Икс, часто появлялась в большинстве комиксов, мультсериалах, видеоиграх, а также в 5 полнометражных фильмах, где её роль исполнили актрисы Хэлли Берри (Люди Икс, Люди Икс 2, Люди Икс: Последняя Битва, Люди Икс: Дни Минувшего Будущего) и Александра Шипп (Люди Икс: Апокалипсис, Люди Икс: Темный феникс).

## История публикаций
Шторм дебютировала в 1975 году в комиксе Giant-Size X-Men #1 от сценариста Лена Уэйна и художника Дэйва Кокрума. В этом сюжете у Уэйна появилась возможность заменить Людей Икс 1960-х на новых Людей Икс. Шторм представляла собой смесь двух персонажей Кокрама — Чёрной кошки и Тайфуна. Чёрная кошка носила костюм Шторма, за исключением плаща, и стала частью обновлённого состава. Тем не менее, за время публикации комиксов про Людей Икс появились новые кошкообразные персонажи, в частности Тигра, из-за чего Чёрная кошка перестала быть актуальной.
Принимая во внимание недовольство других сотрудников Marvel Comics относительно того, что в команде мутантов состоят одни мужчины, редактор Рой Томас предложил Кокруму переосмыслить его персонажа Тайфуна, изначально задумавшегося как мужчина, и включить в состав Людей Икс женщину. Кокруму понравилась идея Томаса, поэтому он добавил к образу Тайфуна костюм Чёрной кошки, накидку и белые волосы. Коллеги Кокрума опасались, что читатели будут воспринимать Шторм как пожилую женщину из-за её седых волос, однако художник отстоял своё видение.
В 1975 году Крис Клэрмонт заменил Уэйна на посту основного сценариста серии The Uncanny X-Men и написал такие сюжетные линии, как X-Men: God Loves, Man Kills и The Dark Phoenix Saga; арки легли в основу сюжетов фильмов «Люди Икс 2» (2003) и «Люди Икс: Последняя битва» (2006). В обоих случаях у Шторм была значимая второстепенная роль. В течение следующих 16 лет Клэрмонт продолжал писать истории с участием героини.

## Альтернативные версии

### Марвел-Зомби
Шторм, вместе с Тором, Доктором Стрэнджем, Ночным Змеем и Колоссом попадает в лапы инфицированной Фантастической Четвёрки и становится одним из зомби. Позже она нападает на замок Дума вместе с другими зомби супергероями, а потом вместе с другими в опустевшем Нью-Йорке пытается поймать прибывшего Серебряного серфера и, по всей видимости, погибает после того как семеро зомби (Хэнк Пим, Полковник Америка, Росомаха, Человек-Паук, Халк, Железный человек и Люк Кейдж) получают его силы и сжигают остальных.

### Дом М
Когда Алая Ведьма изменяет мир в событии Дом М, Шторм становится кенийской принцессой. В финальной битве Шельма поглощает её способности.

### Ultimate Шторм

Ultimate Шторм

В Ультимейт-вселенной Шторм является одной из основательниц команды Ultimate X-Men. В этом качестве впервые появилась в 2001 году и была создана писателем Марком Милларом и художником Джо Кесада. Миллар, который занимался написанием серии до 2003 года, описал Ороро как нелегальную иммигрантку из Марокко, которая проживала в Афинах, штат Техас и была угонщицей машин до прихода в Люди Икс.
Мать Шторм была принцессой африканского племени в Кении, отец — американским фотожурналистом. Когда Ороро было пять лет, в их дом попала бомба и её родители погибли. Ороро несколько дней пролежала погребенной под развалинами дома, пока её не нашли спасатели. На фоне этого у неё развилась клаустрофобия. В один день она стала бездомной сиротой, у которой не было ни друзей, ни родственников, которые могли бы ей помочь. Она начала бродяжничать, а потом и воровать. Когда Ороро подросла, она стала профессиональной угонщицей автомобилей. Нередко, спасаясь от полиции, она использовала свои способности управлять погодой. Магнето узнал о её удивительных возможностях и предложил ей присоединиться к Братству Мутантов. Но Ороро отказалась. Когда Ороро в очередной раз пыталась угнать автомобиль, её схватила полиция. К счастью, в это время её вычислил Церебро, компьютер Ксавьера. Профессор отправил Джин Грей освободить Ороро. Джин внушила начальнику тюрьмы, что она — агент ФБР, которого прислали разобраться со странной угонщицей, и забрала Ороро с собой. Вскоре Ороро стала членом команды Люди Икс и получила новое имя — Шторм. Она надеялась, что профессор Ксавьер научит её правильно использовать свои суперспособности и поможет начать новую жизнь, не связанную с криминалом.
В отличие от оригинальной Шторм, её Ультимейт-версия имеет проблемы с контролем своих способностей с самого начала. Другим отличием от оригинала в биографии Шторм являются её сложные отношения с другим членом Людей Икс — Зверем, к которому она испытывала интерес, несмотря на его специфичную звериную внешность, а сам Зверь, который комплексовал из-за своей внешности, поначалу не мог понять, чем он понравился привлекательной Ороро.
В последующих событиях Шторм часто выступала в качестве лидера команды, а позже у неё завязались отношения с Росомахой. После реформирования команды Профессором Ксавье, мутант по имени Колосс был раскрыт, как незаконно использующий допинг, дающий мутацию. Колосс был изгнан из Института Ксавьера, но ему удалось убедить ряд других членов (Архангела, Роуг, Ночного Змея и Циклопа) использовать наркотик и уйти с ним. Шторм остается в Институте и назначается вторым лидером оставшейся команды вместе с Джин Грей. Отколовшаяся команда вступает в сопротивление и в конце концов победу одерживает Ксавьер.
После нападения на Нью-Йорк, устроенного Магнито, многие Люди Икс умирают, в том числе Росомаха, Ночной змей, Зверь, Циклоп и многие другие. Шторм — одна из немногих, кому удалось выжить, вместе с Китти Прайд, Колоссом, Джин Грей, Айсбергом и Роуг.
После Ультиматума Ороро сдалась властям вместе с Колосом. В лагере у неё была связь с охранниками, но когда Валери Купер по телевизору раскрывает тайну о том, что мутанты были созданы правительством, Ороро потеряла терпение от лжи. Когда Стейси Икс начала революцию, Шторм решила сменить имидж, затем уничтожила Стражей, охранявших лагерь и подняла бунт. После того как мутанты стали все разрушать, Шторм освободила Коллоса, затем она узнала, что Стейси Икс решила казнить охрану лагеря. Шторм вмешалась и предложила устроить голосование, за право жить или умереть охранникам лагеря. Голосов оказалось поровну, но появился Петр и убил одного из полковников, чем вызвал разочарование у Шторм. Но лагерь атаковала армия стражей, и Шторм вместе с полковником Уолкером и остальным мутантам прятались от Нимродов. После атаки Нимродов Ороро в одиночку бродила по пустыне Юго-Запада США. Во время сражения с армией мутантов Китти Прайд и Фьюри, она вмешалась в бой и с помощью силы молнии уничтожила большинство Нимродов. Шторм одна из двадцати мутантов, которые отказались от лечения мутации, предложенного Капитаном Америкой. Вместе с двадцатью мутантами, она перебралась в новое убежище на юго-запад Юты, где некоторые мутанты оказались недовольны таким поворотом. А Номи решает сменить лидера мутантов и устраивает голосование, Ороро как и большинство мутантов проголосовала за Китти.

## Силы и способности
Шторм является одним из самых влиятельных мутантов на Земле и показывает множество способностей, большинство из которых являются проявлением её власти над погодой. Шторм показывает псионическую способность управлять всеми формами погодных условий из разных областей земного шара. Она была в состоянии влиять на земную экосистему, а несколько раз и на внеземную. В её власти вызвать любой вид осадков, снизить или повысить температуру, изменить влажность воздуха или на молекулярном уровне снизить и повысить впитывание влаги, а также вызвать молнию и другие формы атмосферного электричества и полностью контролировать атмосферное давление. Под её полным контролем находятся все виды метеорологических бурь, включая торнадо, грозы, снежные бураны и ураганы, а также туманы. Также она может не только вызывать эти стихийные бедствия, но и рассеивать их, оставляя чистое небо.
Точный контроль над атмосферой позволяет Шторм создавать особые погодные эффекты. Она может вызвать осадки на высоте более низкой или более высокой, чем та, которая является обычной для них; создать воздушные потоки в одной единственной точке и перемещающиеся в любом направлении; пропускать окружающее электричество через своё тело, чтобы затем производить энергетические взрывы и волны холода, замораживающие предметы и людей; собрать атмосферные загрязнители и вызывать при их помощи кислотные дожди и ядовитые туманы; в дополнение к своей врождённой способности к полёту вызвать ветер достаточной силы, чтобы выдержать её вес и вес других, что даёт возможность путешествовать на больших высотах и скоростях. Её возможности столь велики, что она может подчинить себе воздух в лёгких человека. Шторм может управлять давлением во внутреннем ухе, что как правило причиняет сильную боль человеку. Она также имеет способность преломлять туманы и смоги, чтобы казаться слегка прозрачной, а в поздних комиксах, невидимой.
Шторм также показала способность управлять другими природными явлениями, такими как космические бури, солнечный ветер, океаническими течениями и электромагнитными полями. Также она может дышать под водой, расщепляя воду на кислород и водород путём электролиза. Находясь в космосе, она может управлять межзвёздными и интергалактическими передачами. Шторм может изменить своё восприятие Вселенной, чтобы улавливать тепловые и кинетические потоки энергии и изменять их по своему усмотрению.
Шторм, как было показано, имеет тесную связь с погодой и эта связь зависит от эмоционального состояния самой Шторм, поэтому она часто сдерживает свои чувства, чтобы случайным образом не изменить погоду там, где она находится. Влияние на природу позволило ей найти умирающее дерево на территории Института Ксавье, обнаружить объекты в различных средах, включая воду, ощутить неправильное движение урагана в северном полушарии и заметить нарушения в энергетических потоках между Луной и Солнцем, а также искажения магнитосферы планеты. Шторм может определить своё местоположение, рассматривая Землю как метеорологическую карту. Способности Шторм как мутанта ограничены лишь её волей и выносливостью. Однажды Стражи определили Шторм как мутанта уровня Омега!

## Вне комиксов

### Кино

Хэлли Берри в роли Шторм, промофото фильма «Люди Икс: Последняя битва».

- Шторм появилась в семи полнометражных фильмах о команде: «Люди Икс», «Люди Икс 2» и «Люди Икс: Последняя битва», где была одним из главных героев, но несмотря на это, характер её персонажа не был показан подробно. В третьем фильме персонаж Шторм был показан наиболее детально, в этом фильме она признается Росомахе что у неё к нему тёплые чувства, и за роль в этом фильме Хэлли Берри получила награду «Выбор Народа»[12]. Шторм в первом фильме участвовала в спасении Логана от Саблезубого, во втором фильме она борется с полковником Страйкером, а в третьем фильме заметно её участие в битве против Магнето и его армии.
- ребёнок Ороро Монро была эпизодически показана в фильме «Люди Икс: Начало. Росомаха», во время допроса Страйкером племени в Африке в поисках адамантия, но кадры с ней не попали в основную версию фильма, а были показаны в футаже и трейлере, а также в бонусных материалах к лицензионному DVD с фильмом. Её роль исполнила Эйприл Эллестон-Енахаро.
- Молодая Ороро Монро была кратко показана в фильме «Люди Икс: Первый Класс», когда Чарльз Ксавьер подключил мозг к Церебро, созданному его другом Зверем. Её сыграла Элизабет Врайт[13].
- Хэлли Берри вернулась к роли Шторм в фильме Люди Икс: Дни минувшего будущего.[14][15] Она помогает защитить от Стражей китайский храм, где прячутся мутанты. Один из стражей убивает её. Но в изменённом будущем Шторм жива и всё ещё преподаёт в школе Ксавьера.
- Брайан Сингер заявил, что Шторм может появится в будущем фильме «Люди Икс: Апокалипсис» в исполнении новой актрисы, но с возможным появлением Хэлли Бэрри.[16] В январе 2015 было объявлено, что роль молодой Ороро исполнит Александра Шипп,[17] а Хэлли Бэрри не появится в фильме. По сюжету, молодую Шторм, которая занимается воровством, вербует Апокалипсис. Шторм в дальнейшем получает от Эн Сабаха Нура седые волосы и улучшенные способности, участвует в поимке Чарльза Ксавьера и борется с Людьми Икс. Однако, после того как она понимает, что Эн Сабах Нур хочет убить всех, включая её кумира Мистик, она предаёт его и помогает Людям Икс его победить. В конце фильма становится членом команды Икс первого поколения вместе с Ночным Змеем, Фениксом, Циклопом и Питером Максимофф.
- Шторм в исполнении Александры Шипп эпизодически появляется вместе с другими Людьми Икс в фильме «Дэдпул 2».
- Александра Шипп вернётся к роли Шторм в фильме «Люди Икс: Тёмный Феникс».

### Телевидение
Персонаж Шторм появился в следующих мультсериалах:
- «Человек-паук и его удивительные друзья» (1981—1983)
- «Прайд из Людей Икс» (1989)
- Человек-паук (1994—1996)
- Люди Икс (1992—1997)
- Люди Икс: Эволюция (2000—2003)
- Росомаха и Люди Икс (2008—2009)
- Marvel Super Hero Squad (2009—2011)
- Black Panther (2010)
- Marvel Anime (2010—2011)

### Упоминания в поп-культуре
- Шторм появилась в эпизоде «Sausage Fest» мультсериала Робоцып.
- В одном из эпизодов мультсериала Codename: Kids Next Door, один из героев по имени Снежный Ангел, является аналогом Шторм и обладает её способностями, которые он проявляет, контролируя снежный ком.
- В эпизоде американского игрового шоу Deal or No Deal появились модели, одетые в костюм Шторм[18].
- Упоминается в композиции «Get It All» американского рэпера Шона Гаррета и певицы Ники Минаж: «I couldn’t shack the weather, Storm had nothing on this chick named Heather».
- Так же упоминается в песне Ники Минаж "Chun-Li"

### Игры
- Играбельный персонаж в X-Men: Children of the Atom (video game)[англ.].
- В X-Men: The Ravages of Apocalypse представлена в образе противника-клона.
- Появляется в X-Men Legends и X-Men Legends II: Rise of Apocalypse как играбельный персонаж.
- В «X-Men: The Official Game» встречается в нескольких миссиях как персонаж поддержки, способный выпускать молнии на врагов. Показано, что Шторм страдает клаустрофобией.
- Играбельный персонаж в игре Marvel Heroes
- Играбельный персонаж мобильной игре в Marvel: Future Fight
- Играбельный персонаж в мобильной игре Marvel: Contest of Champions
- Играбельный персонаж в игре Lego Marvel Super Heroes.
- Играбельный персонаж в игре Marvel Rivals.

## Критика и отзывы
В 2007 году создатели персонажа получили премию Glyph Comics Awards в фан-номинации «Лучший комикс» за комикс-серию о Шторм,.
В 2010 году Шторм заняла 8 место в списке «25 лучших Людей Икс»,
В 2011 — 42 место в списке 100 лучших героев комиксов по версии IGN.